# 일기예보

오늘과 내일의 신문 일기 예보

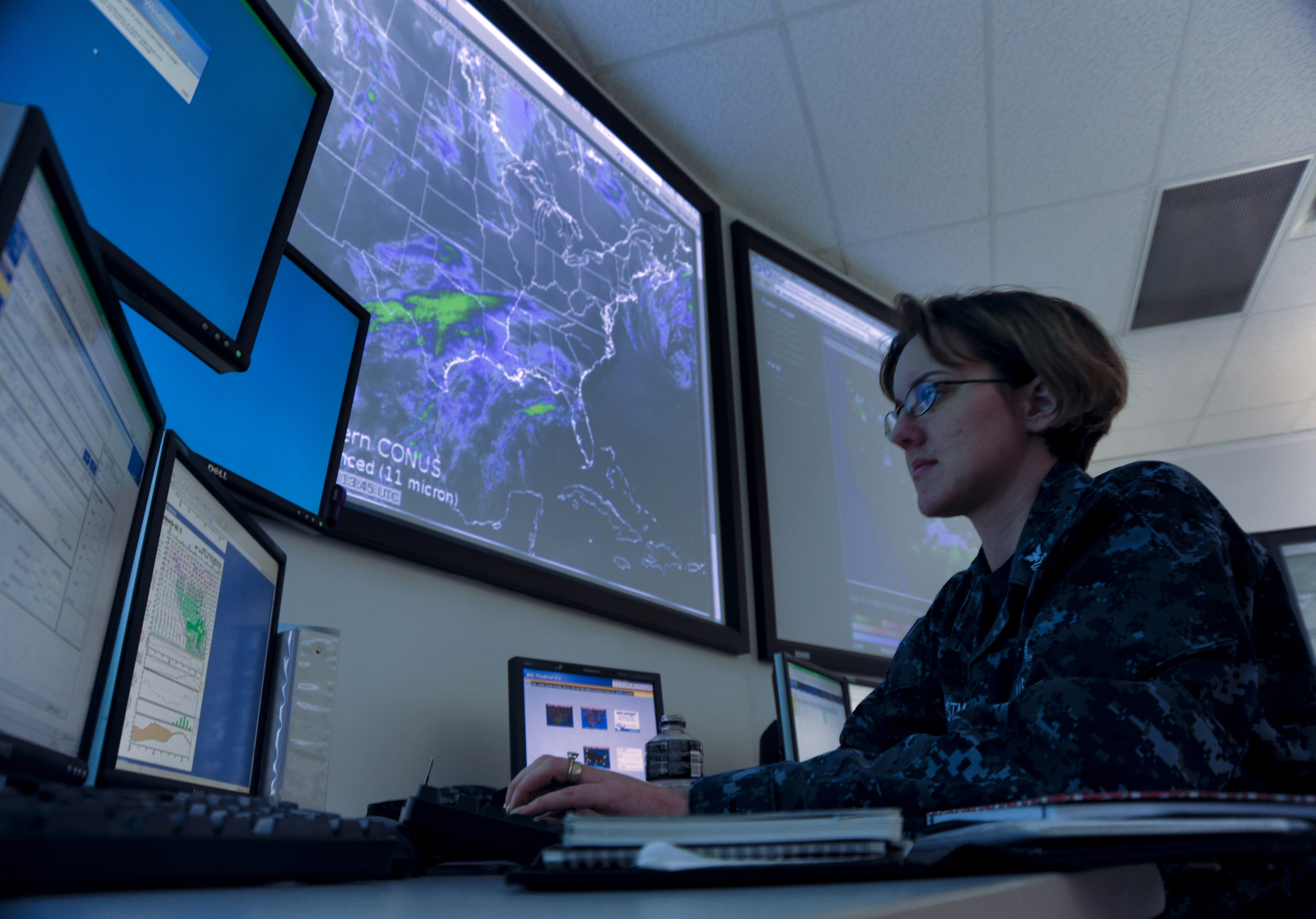
미국 해군 항공예보센터의 항공기상 관측병

일기 예보(日氣豫報)는 여러 장소의 날씨, 기압, 풍향, 풍속, 기온, 습도 등의 정보를 모아, 대기와 지면 등의 상태를 예측하고 전하는 과학 기술이다. 자연의 대기는 변화가 복잡하고 외부 변수도 많으며 기상 변화를 완전히 이해하는 게 쉽지 않기 때문에, 일기 예보는 예측이 정확하지 않을 수 있다. 보통은 텔레비전, 라디오, 인터넷, 신문 등의 수단을 통해 예보를 확인할 수 있다. 이 밖에도 전화와 전광 게시판을 통해서도 예보를 확인할 수 있다. 일기예보를 전달하는 사람을 '일기예보관'이라고 한다.

## 개요
저녁놀이 지면 내일 날씨가 맑겠다고 하는 등의 관천망기(觀天望氣)의 일기예보는 벌써 오랜 옛날부터 알려진 사실이었다. 과학적인 예보의 출발점은 토리첼리(이탈리아의 물리학자·수학자 1608∼1647)의 수은기압계와 게리케(독일의 물리학자, 1602∼1686)가 발견한 기압이 높으면 날씨가 맑고 낮으면 날씨가 악화된다고 하는 극히 초보적인 관념이다.  크림(Krim)전쟁 중 폭풍우로 인하여 군함을 잃은 것이 계기가 되어 프랑스는 국가 사업으로서 세계에서 처음으로 일기도를 그렸다. 이 때는 일기도만 그리면 일기예보는 적중하는 것으로 믿고 있었으나 얼마 가지 않아 일기의 불연속 현상, 즉 전선(前線)이 발견됨에 따라 예보의 어려운 점을 점차 알게 되었다.  라디오 존데가 발명되고 상층의 일기도가 만들어짐에 따라 대기의 입체구조가 알려지고 매일 북반구의 고층 일기도가 그려지게 됨에 따라 장기(長期)예보는 진보되었다. 또 대형 전자계산기의 출현에 의하여 수치적(數値的)으로 장래의 일기도를 그려낼 수 있을 정도로 발전하여 왔다.   한편 기상 레이더나 기상위성(衛星)에 의한 관측이 진행되어 일기도로써는 표현할 수 없는 기상현상을 해명하게 되어가고 있다. 그럼에도 불구하고 일기예보의 난점이 타개되지 않음은 구름이나 집중호우·뇌전(雷電) 등의 현상이 규모가 작고 수명도 짧으므로 일기도의 대상이 되지 않기 때문이다. 일기도만 의지하고 있을 동안은 일기예보의 적중률에는 한계가 있게 마련이다.

## 종류
기상 기술의 진보와 사회의 고도화된 요망에 따라 예보의 종류는 다양화되어 가고 있다. 예보기간의 장단에 의하여 분류하면 다음과 같다.
1. 단기예보(短期豫報): 오늘·내일·모레의 날씨를 예보한다
2. 주간예보: 1주일 앞까지의 매일의 날씨를 매주 화요일과 금요일에 발표한다
3. 장기예보: 1개월·3개월·반년 앞의 날씨를 큰 특징만 예보한다

그 밖에 특별한 예보로서는 철도·항공기·전력(電力)·홍수 등을 대상으로 한 예보가 공공단체 등의 요망에 따라 발표되고 있다. 관상대에서는 이들 예보 외에도 재해가 발생할 우려가 있을 때는 기상 정보나 주의보를 발표하고 큰 피해가 예상될 때는 경보를 발표하여 재해 방지에 전력을 다하고 있다. 관상대가 발표하는 각종 주의보 및 경보에는 폭풍주의보 및 경보·폭풍우주의보 및 경보·대설주의보 및 경보·호의주의보 및 경보·건조주의보 및 경보·안개주의보 및 경보·한파주의보 및 경보·태풍주의보 및 경보·해일주의보 및 경보·파랑주의보 및 경보 등이 있다.

## 역사
인류는 수천 년 전부터 일기를 예측해 왔지만, 예측에 쓰인 기술은 시대마다 달랐다. 오늘날에는 앞으로의 대기 상태가 어떻게 될 것인지를 파악하기 위해 대기 상태(특히 온도, 습도, 바람)에 관한 데이터를 되도록 많이 모은다. 그리고 이렇게 모은 정보와 예보자의 경험을 바탕으로 일기 예보를 한다.

### 고대
기원전 650년 바빌로니아에서는 구름의 움직임을 보고 날씨를 예측하였으며, 기원전 340년에는 아리스토텔레스가 기상학에 근거하여 기후의 패턴을 그렸다. 중국의 날씨 예측은 적어도 기원전 300년으로 거슬러 올라간다.
일반적으로 고대의 일기 예보는 기후의 패턴을 찾는 것에 의존하였으므로 모든 것은 경험에 의존하였다. 이를테면, 해가 질 때 하늘이 붉었으면 다음날은 맑을 것이라고 예상하는 것 등을 들 수 있다. 이러한 경험은 세대가 지남에 따라 지혜로 쌓이게 되었다. 그러나 이러한 경험에 따른 일기 예보는 엄격한 통계학적인 분석에 의거하지 않는다고 판명되었다.

### 유럽
1837년에 전보가 발명되기까지 근대와 같은 일기 예보 시스템은 갖추어지지 않았다. 전보의 발명 이전에는 증기기관차보다 조금이라도 빠른 실시간 대기 상태의 정보를 전할 수 없었기 때문이다. 전보의 발명 이후로 먼 거리의 바람이 부는 쪽의 날씨 정보를 바탕으로 일기를 예보할 수 있게 되었다. 과학적인 일기 예보는 프랜시스 뷰포트와 프로티지 로버트 피츠로이 두 사람의 공적으로 이루어졌다. 그들의 공로는 과학적인 신뢰를 얻게 되었고, 영국 함대에 받아들여진 뒤 오늘의 일기 예보 지식의 모든 기초를 형성하였다.
20세기 동안 대기 변화의 연구를 도입한 기상학은 크게 발전하였다. 1970년에 처음으로 WNP는 온 세상의 일기 예보 업무를 진행할 수 있었다.

## 예보의 구성 요소
현대의 일기 예보 시스템은 5가지 구성요소를 이루고 있다.
- 정보 수집
- 수집한 정보 정리
- 수치 예보
- 기상 변화 형태 추적
- 최종 사용자에게 예측 정보 제공

텔레비전 등의 일기 예보에서는 맑음, 구름조금, 구름많음, 흐림, 비, 눈, 진눈깨비, 천둥·번개 등의 표시를 통해 시청자들의 시각성을 높이고 있다.

## 날씨와 일기도
날씨와 일기와의 사이에는 밀접한 관계가 있으므로 현재의 일기예보는, 먼저 기압 배치의 변화를 추적하여 앞으로의 변화를 예상하고 일기예보를 발표한다. 그것은 특징 있는 일기는 특징적인 기압 배치를 동반하여 나타나기 때문이다. 예를 들면 겨울은 시베리아 고기압과 알류샨 저기압, 여름에는 북태평양 고기압, 봄·가을은 이동성(移動性)고기압, 장마기에는 오호츠크해 고기압의 위치와 그 세력에 따라 한국의 날씨가 결정된다. 또 겨울에 이동성 고기압이 빈번하게 나타나면 따뜻한 겨울(暖冬)이 되고, 여름에 오호츠크해 고기압이 나타나면 선선한 여름이 된다.  〔그림〕-11은 기본적인 일기도 모형과 날씨와의 관계를 나타낸 것이다. 같은 고기압 권내에 들어 있어도 맑은 날도 있고 비가 오는 날도 있다. 일반적으로 고기압이 남쪽으로 통과하면 맑고 따뜻한 날씨가 되나 북쪽으로 통과하면 흐리고 기온도 낮은 편이 된다.

## 기상위성과 일기예보
기상위성은 미국에서 개발되어 미국항공우주국과 환경과학국에 의하여 운영되고 있으나 그 관측자료는 각 나라에서 자유로이 이용되고 있다. 기상위성은 관측소가 없는 해상의 구름의 분포나 대륙의 내륙 및 북극지방의 빙원(氷原)·적설의 상태 등을 관측하므로 일기도를 분석할 때 주요한 자료를 제공한다. 특히 해상의 태풍을 일기도보다 먼저 발견하기도 하고, 저기압에 동반된 전선의 위치 확정에도 크게 도움이 된다. 또 겨울철의 강설이나 장마기의 집중호우를 유발하는 구름의 분포와 이의 동정을 한눈으로 알 수 있으므로 없어서는 안 될 주요한 자료이다. 기상위성은 그 밖에 태양 복사의 강약도 동시에 관측하고 있으므로 이에 따라 지면이나 해면·운정(雲頂)의 온도를 추정할 수도 있다.

## 국가별 현황

### 대한민국
대한민국 기상청은 일반적으로 다음과 같은 주기로 일기를 예보한다.
- 동네 예보 - 3시간 단위 72시간 예보
- 중기 예보 - 글피부터 8일간의 예보
- 장기 예보 - 1개월 예보, 3개월 예보

## 주요 자격증
- 기상예보기술사
- 기상기사

## 같이 보기
- 일기도
- 기상특보
- 기상청
- 기상학